# Sphagnum ehyalinum
Sphagnum ehyalinum är en bladmossart som beskrevs av Arthur Jonathan Shaw och Bernard Goffinet 2000. Sphagnum ehyalinum ingår i släktet vitmossor, och familjen Sphagnaceae. Inga underarter finns listade i Catalogue of Life.